# Русудан Грузинская
Русудан Грузинская (груз. რუსუდანი) — представительница грузинской знати, супруга трапезундского императора Мануила I Великого Комнина и мать трапезундской императрицы Феодоры. О ней сохранилось очень мало сведений.

## Происхождение
По распространённой версии Русудан происходила из династии Багратионов. Венгерский историк Сабольч Ваяй утверждал, что Русудан, вероятно, была незаконнорожденной дочерью Георгия IV Лаши, царя Грузии. Однако по мнению историка Мишеля Куршанскиса Русудан могла быть не более чем простолюдинкой и любовницей императора Мануила I. Во-первых, Куршанскис отмечал, что у грузин не было обычая называть своих детей в честь родителей: «Одного этого должно быть достаточно, чтобы доказать, что Русудан не могла быть дочерью одноимённой царицы». Он также указывал, что в хронике Михаила Панарета она является единственной из трёх женщин, родивших Мануилу I детей, которая не упоминается как кира («госпожа»). Наконец, о происхождении Русудан сообщается лишь то, что она была «из Иберии».

## Императрица
Русудан лишь вскользь упоминается в хронике Михаила Панарета: «Госпожа Феодора Комнина, старшая дочь господина Мануэля Великого Комнина от Русудан из Иберии». Опираясь на грузинские источники, Куршанскис выдвинул предположение, что Русудан умерла в 1247 году.
У Мануила I было как минимум две дочери, мать которых не упоминается, и они могли быть детьми Русудан. Одна из дочерей вышла замуж за грузинского царя Деметре II Самопожертвователя, другая — за одного из его дидебулов (вельмож). В некоторых генеалогиях этот титул упоминается как имя собственное («Дидебул»).